# Yuruti
 I Yuruti (o Juruti, Yuriti, Juriti) sono un piccolo gruppo etnico della Colombia, con una popolazione stimata di circa 577 persone che parlano la lingua Yuruti (codice ISO 639: YUI).
Vivono lungo i fiumi Pacá e Caño Yi, nel dipartimento di Vaupés, in zone tropicali. Sono quasi tutti pescatori e coltivatori di manioca.